# Itchy and Scratchy

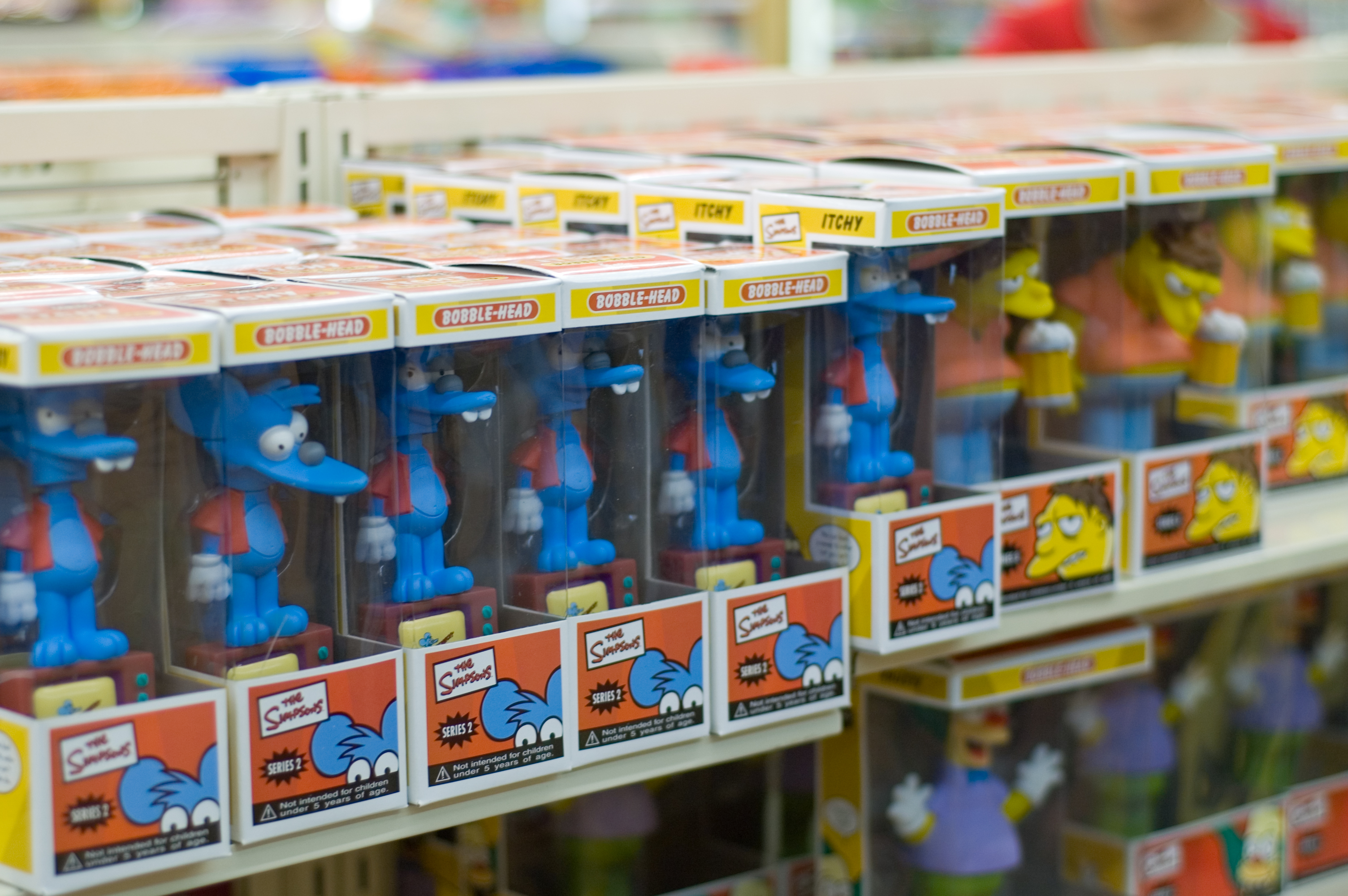
Muñecos de Los Simpson.

Itchy and Scratchy (Rasca y Pica en España y Tomy y Daly en Hispanoamérica) es una serie de dibujos animados de ficción en la serie televisiva Los Simpson. Es una parodia de Tom y Jerry, así como también el personaje de Pica suele hacer referencias y parodias a Mickey Mouse; su creador, Roger Meyers Sr., es una clara referencia a Walt Disney y a Louis B. Mayer.

## Historia
Muestra a un ratón azul (Itchy en Estados Unidos, Pica en España y Daly en Hispanoamérica) siempre matando brutalmente de distintas maneras a un gato negro (Scratchy en Estados Unidos, Rasca en España y Tomy en Hispanoamérica).
Itchy and Scratchy es una parodia de la serie de dibujos animados Tom y Jerry, aunque también se parodia al ratón Mickey Mouse (en especial de los episodios más violentos, que se hicieron durante la Segunda Guerra Mundial). De igual modo, satiriza la violencia en los programas de televisión para niños. Además cada episodio de Itchy and Scratchy suele parodiar otras películas, programas de televisión, videos musicales o episodios de la historia. Además, aparte de ser una parodia a Tom y Jerry, igual tiene referencias a la serie para adolescentes - adultos Happy Tree Friends, debido a que, contiene violencia explícita, sangre, muertes extremadamente brutales y sádicas.
Bart y Lisa encuentran hilarante su aviesa y estrambótica violencia, pero en un episodio, su hermana menor, Maggie, imita a los personajes de la serie golpeando a su padre Homer en la cabeza, provocando que Marge intente eliminar esa fuente de violencia. En otro episodio, a Homer lo descubrió un productor por su voz, ya que por baja audiencia insertarían a un nuevo personaje en la serie, Poochie, un perro extremo, surfista y skateboarder, que sin embargo no tuvo éxito entre los televidentes.
Se supone que esta serie ficticia se lleva produciendo desde principios del siglo XX, primero para el cine y posteriormente para la televisión. A veces se muestran capítulos antiguos de Itchy and Scratchy satirizando otros aspectos de los primeros años de la animación; por ejemplo, en un episodio de Los Simpson aparece una animación de Itchy and Scratchy muy similar al antiguo Steamboat Willie de Mickey Mouse. También se muestra otro episodio antiguo de Itchy and Scratchy  "Salvajía" donde se parodia la película Fantasía de Disney. También aparece un parque de diversiones llamado Rascapiquilandia (España) o La Tierra de Tomy & Daly (Hispanoamérica), una sátira de Disneylandia.
Cuando el programa pasó a formar parte del Show de Gabbo, fue reemplazado en el programa de Krusty por Worker and Parasite ("Obrero y Parásito"), "el programa favorito de Europa Oriental".
En la vida real, Itchy & Scratchy también han tenido una colección de comic-books publicada por Bongo Comics Group. Ediciones B la publicó con escaso éxito en España con el nombre de Pica y Rasca.
En una fecha anterior al tiempo en que se comete la acción de la serie — según Bart comenta a Lisa (le dice que era muy pequeña para recordarlo) cuando visitaron el parque de diversiones arriba mencionado — Itchy and Scratchy tenían más personajes: una almeja llamada Ku Klux Klam (Ku Klux en España y Ku Klux Klany en Hispanoamérica), una cabra, Disgruntled Goat (la Cabra Mala Uva en España y el Chivo Berrinches en Hispanoamérica), y una hormiga, Uncle Ant (Tío Hormiga).

## Letra de la canción de Itchy and Scratchy
| Inglés | Traducción |
| --- | --- |
| They fight, and bite. They fight and bite and fight. Fight fight fight, bite bite bite. The Itchy and Scratchy Show! | Ellos pelean, y muerden. Ellos pelean y muerden y pelean. Pelean pelean pelean, muerden muerden muerden. ¡El show de Rasca y Pica/Tomy y Daly! |

## Origen deItchy and Scratchy
En el episodio de la séptima temporada, The Day the Violence Died, se cuenta la historia del origen de la serie. Chester J. Lampwick, un vagabundo de Springfield, le muestra a Bart Simpson una película de 1919 titulada Manhattan Madness (Locura en Manhattan) donde se ve al ratón Itchy por primera vez.
Roger Meyers, Sr. le roba a Lampwick sus ideas en 1928 y se hace dueño de la caricatura, cuando los únicos personajes que Meyers había inventado eran el Zorro Flatulento y el Cartero Maníaco. Lampwick se convierte en millonario cuando Bart lo ayuda en el juicio contra Roger Meyers, Jr. y consiguen una indemnización de 800 millones de dólares.

## Poochie
Poochie es un personaje de Itchy and Scratchy Show. Viste unos pantalones tejanos rotos, una chupa de cuero, una gorra, unas gafas de sol y unas zapatillas. Homer Simpson dobla la voz de este personaje durante el capítulo The Itchy & Scratchy & Poochie Show, pero el personaje no tiene éxito por no ser violento y lo cancelan. Esto decepciona mucho a Homer, aunque continúa apareciendo ocasionalmente en Itchy and Scratchy con la voz de Homer.

## Worker and Parasite
Worker and Parasite es el nombre que recibe un programa de dibujos animados ficticio dentro de la serie de televisión Los Simpson, sustituto durante un breve período de la serie Itchy and Scrtachy en el show de Krusty el Payaso. En España es traducido como Proletario y Parásito, y en Hispanoamérica como Obrero y Parásito durante el episodio 9F19, la popular serie animada The Itchy and Scratchy Show (rebautizada "El Show de Tomy y Daly" en Hispanoamérica y "Rasca y Pica", en España), deja de transmitirse en el "El Show de Krusty" y sus derechos de difusión son adquiridos por el principal competidor del payaso, Gabbo, una marioneta devenida en fenómeno mediático. 
Necesitado urgente de un reemplazo para la exitosa caricatura y por temor a seguir perdiendo audiencia, Krusty pone al aire el corto animado Worker and Parasite, descritos por el propio Krusty como "los favoritos de Europa del Este".
De acuerdo a los títulos que se muestran al comienzo, la serie fue concebida en la Unión Soviética en el año 1959, durante el liderazgo de Nikita Jrushchov. 
Aparecen luego, a modo de créditos, algunos otros caracteres semejantes a los que conforman el alfabeto cirílico y, acto seguido, entran en escena un gato y un ratón, balbuceando, gruñendo y rebotando frente a un grupo de lo que parecen ser grises campesinos, mientras fragmentos de música aleatoria resuenan en el fondo. La acción se mantiene durante unos caóticos quince segundos, tiempo durante el cual ambos protagonistas transitan, sin una trama aparente, por distintos escenarios, siempre abstractos. La animación avanza a ritmo frenético y los dibujos se mantienen rústicos y desprolijos. Hacia el final, la leyenda "ENDUT! HOCH HECH!" aparece en pantalla.
Desorientado luego de haber visto el primer capítulo de la nueva serie, Krusty se limita a encender un cigarrillo y preguntar "¿¡Qué diantres es eso!?" (España) o "¿¡Qué diablos fue eso!?"(Hispanoamérica).
El corto refleja satíricamente el estilo de animación europea de vanguardia durante los años 1930 y 1940, una corriente experimental rebosante de contenido innovador e inquietudes artísticas distintas a las de la industria de animación hollywoodense que, por aquel entonces, era el paradigma. Algunos sostienen, además, que Worker y Parasite son una referencia directa a la segunda época de la clásica serie animada "Tom y Jerry", que durante los años 1961 y 1962 fue producida en Praga por el animador estadounidense Gene Dietch y es recordada por su leve tono surrealista.
- Nota: El título del programa es una referencia al parasitismo social, un crimen y sería ofensa dentro del orden de la Unión Soviética.
- Nota: El DVD de la cuarta temporada de Los Simpson, contiene un comentario de audio en donde el escritor del episodio, John Swartzwelder, explica que no se propuso otorgarle significado alguno a la frase "Endut! Hoch Hech!".

## Videojuego
Itchy and Scratchy, tiene su propio videojuego exclusivo, llamado, The Itchy and Scratchy Game, fue lanzado por la compañía de software Acclaim en 1994 para las videoconsolas Sega Genesis, Game Gear, Super NES y Game Boy, el juego para los tres primeros sistema, es una plataforma típico, la versión de Game Boy recibe otro nombre, Itchy & Scratchy in Miniature Golf Madnesses una especie de mezcla de simulador de golf, con acción.

### Parodia enLos Simpson: el videojuego
En el videojuego Los Simpson: el videojuego se hace una parodia de la saga de videojuegos Grand Theft Auto mediante el polémico y violento videojuego que Marge Simpson intenta censurar, Grand Theft Scratchy, que sigue los mismos patrones. Cuando la familia Simpson se introduce en el mundo de los videojuegos, Marge y Lisa limpiarán el juego desde dentro, haciéndolo apto para todos los públicos.

## Cómics
Durante la década de 1990, la editorial estadounidense Bongo Comics Group, propietaria de los derechos de la franquicia Los Simpson en papel, lanzó una miniserie de cómics (Itchy & Scratchy Comics) protagonizada por los personajes, consistente en seis números de aparición esporádica.